# NHK特集
《NHK特集》（日语： Enu-eichi-kei Supesharu */?）是日本放送協會（NHK）的紀錄片節目，開播於1976年4月，至1989年4月將節目名稱的漢字「特集」（／ Tokushū）一詞改為英語拼寫的「Special」。原則上在日本時間（UTC+9）每星期日21:00-21:50於NHK綜合頻道首播、週三0:00～0:50重播，不過當逢重大主題時會延長時間播出、並增加播出密度。

## 主要的系列節目

### 「NHK特集」時代
- 明治的群像，从大海运来的火车（1976年）
- 战后的日本（1977年－1978年）
- 絲綢之路（第1部：1980年－1981年、第2部：1983年－1984年）音樂：喜多郎
- 向21世纪警告[1][2]（1984年-1985年）：首次采用CG人物
- 日本海中部地震记录（1983年9月30日）
- 人类以何为食[3]（1985年-1994年）
- 大黃河（1986年）音樂：宗次郎
- 地球大纪行（1987年）音樂：吉川洋一郎
- 海上絲綢之路（1988年－1989年）音楽：S.E.N.S.
- 地球污染（1989年）

### 「NHK Special」（NHKスペシャル）時代

#### 1989年和1990年代

##### 1989年
- 驚異的小宇宙 人体[4][5]音樂：久石讓
- 斯皮尔伯格和卢卡斯 电影的革命兒
- 系列21世纪：質問核能（日语：日语：）
- 太郎之国物语[6]
- 人类以何为食 亚洲丰富的饮食世界（1989年）

##### 1990年
- 社会主义的20世纪
- 银河宇宙奥德赛
- 大英博物馆
- 第2次交通战争，为何日本的死者数量没有减少（4月14日）
- 紧急，土地改革（10月10日-14日）

##### 1991年
- 電子立國 日本的自傳
- 佛罗伦萨文艺复兴音乐
- 阿尔伯特·爱因斯坦
- FASHION DREAM

##### 1992年
- 人类以何为食 河海的猎人们
- 太平洋戰爭（1992-1993年）

##### 1993年
- 驚異的小宇宙 人体Ⅱ 大腦與心臟音樂：久石讓

##### 1994年
- 生命40億年 遙遠的旅行音樂：大島滿

##### 1995年
- 世紀影像（1995年－1996年）音樂：加古隆（日语：加古隆）
- 新·電子立国（1995年－1996年）
- 戰五十年 那時的日本（1995年－1996年）

##### 1996年
- 故宮 〜至寶敘說的中華五千年〜（日语：故宮 〜至宝が語る中華五千年〜） 音樂：S.E.N.S.

##### 1997年
- 家族的肖像（1997年－1998年）

##### 1998年
- 金錢革命
- 海・未知的世界

##### 1999年
- 驚異的小宇宙 人体III 遺傳子．DNA 音樂：久石讓
- 超越世紀（1999年－2000年）

#### 2000年代

##### 2000年
- 四大文明  音樂：喜多郎

##### 2001年
- 21世紀・日本的課題（2001年－2004年、后改為「未來的日本」）
- 宇宙 未知への大紀行 音樂：東儀秀樹、野見祐二
- 日本人的遙遠旅途
- 非洲 21世紀
- 亞洲古都物語

##### 2002年
- 全球市场：财富攻防战（2002年－2003年）

##### 2003年
- 文明之路（全8集）

##### 2004年
- 地球大进化（2004年）音樂：土井宏紀
- 21世紀的潮流（2004年－）

##### 2005年
- 日本的群像・再起的20年
- 新絲綢之路

##### 2006年
- 走近北朝鮮

##### 2007年
- 新絲綢之路·動盪的大地紀行
- 激流中国

##### 2009年
- 金钱资本主义
- 日本海军战败反省会 400小时的证言（共3集）

##### 2011年
- 生命動能

##### 2015年
- 新・世紀影像（日语：新・映像の世紀）

##### 2018年
- 东京运动员
- 金正恩的野心（4月15日-22日，共3集）
- 系列大江户（4月-7月，共3集）
- 金钱世界，资本主义的未来（10月6日-14日，共3集）
- 独家平成史（2018年10月-2019年4月，共8集）
- 东京重生（2018年12月，共6集）

##### 2019年
- 东京奇迹
- 东京黑洞（主持和主演：山田孝之）[7]
- 体感，东京直下型地震（12月，共7集）[8]（主持：井之原快彦）
- 食品的起源（主持：TOKIO）

##### 2020年
- 紧急报告，新型冠状病毒肺炎

## 外部連結
- NHK特集（页面存档备份，存于）
- （播放過的專題一覽）
- （播放過的專題一覽）